# Manlio Di Stefano
Manlio Di Stefano, né le 16 mai 1981 à Palerme, est un homme politique italien.

## Biographie
En 2013, il est élu député de la circonscription Lombardie 1 pour le Mouvement 5 étoiles.
Membre de la commission des Affaires étrangères, il se rend à Moscou à deux reprises en 2016, à la Douma en mars et aux travaux du congrès de Russie unie, le parti au pouvoir, en juin ; il estime que « l'élargissement de l'OTAN à l'est pourrait causer des problèmes » et appelle à mettre fin aux sanctions internationales contre la Russie.
Il est réélu en mars 2018. Il est nommé secrétaire d'État aux Affaires étrangères et à la Coopération internationale en juin 2018 dans le gouvernement Conte I et demeure en fonction sous les gouvernements Conte II et Draghi.
Le 21 juin 2022, il quitte le M5S pour rejoindre le groupe Ensemble pour le futur dirigé par Luigi Di Maio. Candidat à un nouveau mandat lors des élections générales anticipées du 25 septembre 2022, il n'est pas réélu.